# Saint-Macaire-du-Bois
Saint-Macaire-du-Bois är en kommun i departementet Maine-et-Loire i regionen Pays de la Loire i nordvästra Frankrike. Kommunen ligger i kantonen Montreuil-Bellay som tillhör arrondissementet Saumur. År 2022 hade Saint-Macaire-du-Bois 442 invånare.

## Befolkningsutveckling
Antalet invånare i kommunen Saint-Macaire-du-Bois
| Referens: INSEE |